# Гамма Південного Трикутника
Гамма Південного Трикутника (γ TrA, γ Trianguli Australis, HD135382), а також Гатрія — хімічно пекулярна зоря спектрального класу A1, яка має видиму зоряну величину в смузі V приблизно  2,9.
Вона знаходиться у сузір'ї Південного Трикутника  й розташована на відстані близько 182,7 світлових років від Сонця.

## Фізичні характеристики
Зоря HD135382 обертається дуже швидко навколо своєї осі. Проєкція її екваторіальної швидкості на промінь зору становить  Vsin(i)=199км/сек.

## Пекулярний хімічний склад
Зоряна атмосфера HD135382 має підвищений вміст 
Eu
.

## Магнітне поле
Спектр даної зорі вказує на наявність магнітного поля у її зоряній атмосфері.
Напруженість повздовжної компоненти поля оціненої з аналізу
крил ліній Бальмера
становить  192,5± 175,9 Гаус.

## У культурі
Гатрія зображена на сучасному прапорі Бразилії, символізуючи штат Парана́.